# Торкемада
Торкемада (исп. Torquemada) — муниципалитет в Испании, входит в провинцию Паленсия в составе автономного сообщества Кастилия и Леон. Муниципалитет находится в составе района (комарки) Эль-Серрато-Палентино.

## Население
| Год  | Численность | Численность   |
| ---- | ----------- | ------------- |
| 2001 | 1153        | [ 1 ]         |
| 2002 | 1142        | [ 2 ]         |
| 2004 | 1091        | [ 3 ]         |
| 2005 | 1111        | [ 4 ]         |
| 2006 | 1083        | [ 5 ]         |
| 2007 | 1059        | [ 6 ]         |
| 2008 | 1059        | [ 7 ]         |
| 2009 | 1049        | [ 8 ]         |
| 2010 | 1098        | [ 9 ]         |
| 2011 | 1075        | [ 10 ]        |
| 2012 | 1081        | [ 11 ]        |
| 2013 | 1055        | [ 12 ]        |
| 2014 | 1028        | [ 13 ]        |
| 2015 | 1025        | [ 14 ]        |
| 2016 | 1006        | [ 15 ]        |
| 2017 | 989         | [ 16 ]        |
| 2018 | 968         | [ 17 ] [ 18 ] |
| 2019 | 954         | [ 19 ]        |
| 2020 | 954         | [ 20 ]        |
| 2021 | 970         | [ 21 ]        |
| 2022 | 948         | [ 22 ]        |
| 2023 | 949         | [ 23 ]        |
| 2024 | 967         |               |

## География
Муниципалитет Торкемада расположен в юго-восточной части провинции Паленсия, является частью природного региона Серрато-Палентино. На северной границе соединяется с соседними территориями — Астудильо и Кордовилья, на западе — Вильямедьяна, на юге — Вильявьюдас и Орнильос-де-Серрато, а на востоке — Вальдепеньяс-де-ла-Сьерра. Торкемада имеет площадь 83,6 квадратных километра. Городской центр  расположен на высоте 730 м над уровнем моря.
Торкемада является частью природного региона Эль-Серрато в Паленсии, составляющего разнообразную мозаику ландшафтов в регионе Паленсия. Формы рельефа, между которыми заключён муниципалитет, представляют собой известняковые экосистемы, которые будучи более устойчивыми к эрозии, чем материалы других осадочных пород, выдержали эрозионные воздействия дождей и ветров в юго-восточном секторе провинции Паленсия и сформировали его нынешнюю морфологию и орографию, в том числе, известняковые болота. Среди этих болот, которые доминируют в ландшафте Торкемада и на равнине, преобладает сельский ландшафт, составляющий область сельскохозяйственного использования.
В пределах муниципалитета Торкемада, в нескольких метрах от городского центра, сходятся два больших гидрологических объекта — река Писуэрга, в которую на несколько километров выше по течению впадает река Арланса. В долине, объединяющей бассейны двух рек, и в целом в регионе также есть другие второстепенные водотоки: Кастильо, Лос-Кальзадос, де ла Вега, Вальдесальсе и Аусо и другие источники: Фуэнте. дель Валье дель Инфьерно, Ла Моча, дель Мансо, Ла Техера, дель Вао и т. д.
Климат
Климат сухой континентальный, субтропический, средиземноморский.

## Флора и фауна
Естественная растительность соответствует типу средиземноморского региона, в котором можно найти недалеко от источника или родника настоящие оазисы из каменного или португальского дуба — растений, идеально адаптированных к данному типу климата и почвы. На равнинах возле рек Писуэрга. и Арлансон, а также возле каналов (например, канал де Вильялако) растут природные лиственные рощи со своим микроклиматом, в которых есть тополя, вяз, ива, ольха, ясени, березы и т. д. и разнообразные кустарники. Травянистая флора, произрастающая рядом с руслом рек и других водоёмов, представлена большим количеством видов, типичных для влажных сред, таких как камыш, тростник и другие виды. Иногда встречаются гладиолусы, ирис. Водная растительность представлена видами потамогетонов (например, кресс-салат в ручьях), лютиковыми, а также различными видами камыша.
Прибрежная лесная экосистема является домом для большого разнообразия фауны и многочисленных видов позвоночных. Рептилии: ящерицы, в том числе, самая крупная — глазчатая, змеи и полозы. Хищные птицы — канюк, луговой лунь, ястреб-тетеревятник или пустельга представлены в изобилии, так как легко находят пропитание в виде мелких грызунов. Также в лесах живут лесные голуби, удоды, кукушки, пчелоеды, куропатки и перепела. Имеется большое разнообразие степных птиц: степные жаворонки, пустынные куропатки, соловьи, воро́ны и во́роны, совы и другие птицы. На водоёмах живёт различное количество птиц, как перелётных, так и постоянно живущих: серая цапля, белый аист и различные разновидности уток и крякв. 
Ихтиофауна не такая многочисленная, представлена видами форели, усача, богаса, бычков, встречается барабулька и щука. Реки Писуэрга и Арланса, протекающие через Торквемаду, являются рыболовными угодьями, рыболовный сезон начинается весной и заканчивается поздней осенью.

## Экономика
В настоящее время основная экономическая деятельность Торкемада осуществляется в области сельского хозяйства и животноводства. Преобладает полностью механизированное экстенсивное сельское хозяйство с большими площадями, предназначенными для выращивания зерновых культур (пшеница, ячмень, овёс и рожь). На равнинах рек Писуэрга и Арланса возводят орошаемые посевы (люцерну и свеклу), а также располагаются приусадебные участки, где среди других фруктов и овощей выделяется всем известный и знаменитый перец Торкемада. Виноградник в другие времена имел большое значение, о чем свидетельствуют виноградники и винодельни-пещеры, разбросанные по окраинам.
Промышленная зона находится в стадии развития, где действуют несколько компаний, в том числе, винных — Ladrero и Esteban Araujo, производящих качественные вина, получившие национальные и международные награды и производимые не только для внутреннего потребления, но и на экспорт (Соединенные Штаты). Высшие учебные заведения и предприятия, предоставляющие различного рода услуги (образование, здравоохранение, банковское дело, досуг, культурные объекты и т. д,) занимают значительную часть территории района.

## Транспорт
Торкемада находится в 22 км от столицы провинции Паленсия, лучший доступ к которой осуществляется по шоссе A-62 Бургос-Португалия (старый национальный номер — 620). Торкемада находится в 67 км от Бургоса, в 58 — от Вальядолида, в 227 — от Мадрида, в 670 — от Барселоны, в 223 — от Бильбао, в 454 — от Ла-Корунья, в 641 — от Севильи. 580 км отделяют муниципалитет от Валенсии, 650 — от Лиссабона и 69 — от аэропорта  Вальядолид.